# Кейслер, Фридрих
Фридрих Готгильф Кейслер (нем. Friedrich Gotthilf von Keussler; 19 июня [1 июля] 1856, Зербен, Лифляндская губерния — 9 октября 1924, Грайфсвальд) — российский педагог и историк.

## Биография
Происходил из семьи балтийских немцев. Родился 19 июня (1 июля) 1856 года в семье священника и педагога Августа Вильгельма Кейслера (1810—1887), внук педагога, астронома и метеоролога Вильгельма Фридриха Кейслера.
В течение 1877—1883 годов изучал историю и право в Дерптском университете и под руководством Рихарда Хаусмана получил степень кандидата университета. В 1883—1885 годах был старшим преподавателем в Лифляндской губернской гимназии в Феллине. С 1886 года стал преподавать в Санкт-Петербурге, сперва непродолжительное время в Петришуле и школе Карла Мая, затем, на протяжении 1887—1914 годов — в Анненшуле.
Одновременно сотрудничал с газетой St. Petersburgische Zeitung. В 1900 году опубликовал монографию «Окончание первоначального русского владычества в Прибалтийском крае в XIII столетии» (рукопись была удостоена в 1897 году Императорской Академией наук премии имени графа Уварова).
В 1914 году покинул Санкт-Петербург и до 1919 года жил в Риге; работал в библиотеке Общества истории и древностей Остзейских губерний, в котором с 1909 года состоял член-корреспондентом (с 1923 года — почётный член). Последние годы жизни провёл в Грайфсвальде, где и умер 9 октября 1924 года.